# Vikværsk
Vikværsk (alternatywna nazwa vikværskt) – dialekt języka norweskiego, używany głównie w regionach Oslofjorden, Østfold i Vestfold. Mówią nim także w niższych częściach Buskerud, Akershus i Telemarku.

## Czasowniki
Poniższe tabele przedstawiają różnice między dialektem vikværsk a językiem norweskim bokmål

### Vikværsk
|         | Bezokolicznik | Czas teraźniejszy | Czas przeszły prosty | Czas przyszły prosty | Teraźniejszy perfect |
| ------- | ------------- | ----------------- | -------------------- | -------------------- | -------------------- |
| mówić   | å preke       | prekær            | preka/prekæ          | ska preke            | har preka            |
| kupować | å kjøpe       | kjøper            | kjøpte               | ska kjøpe            | har kjøpt            |
| być     | å værra       | er                | var                  | ska værra            | har vært             |

### Bokmål
|         | Bezokolicznik | Czas teraźniejszy | Czas przeszły prosty | Czas przyszły prosty | Teraźniejszy perfect |
| ------- | ------------- | ----------------- | -------------------- | -------------------- | -------------------- |
| mówić   | å snakke      | snakker           | snakket/snakka       | skal snakke          | har snakket/snakka   |
| kupować | å kjøpe       | kjøper            | kjøpte               | skal kjøpe           | har kjøpt            |
| być     | å være        | er                | var                  | skal være            | har vært             |